# Depot I von Hluboká nad Vltavou
Das Depot von Hluboká nad Vltavou (auch Hortfund von Hluboká nad Vltavou) ist ein möglicher Depotfund der frühbronzezeitlichen Aunjetitzer Kultur aus Hluboká nad Vltavou im Jihočeský kraj, Tschechien. Es datiert in die Zeit zwischen 1800 und 1600 v. Chr. Das Depot befindet sich heute im Südböhmischen Museum in Budweis.

## Fundgeschichte
Das Depot wurde 1935 nördlich von Hluboká im Waldgebiet Stará obora von dem Amateurforscher A. Schwarzenberg entdeckt. Schwarzenberg untersuchte an dieser Stelle insgesamt acht Grabhügel, die von der Bronze- bis in die Hallstattzeit datieren. Er hinterließ allerdings keine Grabungsdokumentation. Das Depot wurde zusammen mit Schmuckgegenständen in Hügel I gefunden.
1974 und 1985 wurden in Hluboká noch zwei weitere Depotfunde der Aunjetitzer Kultur (Depot II und Depot III) entdeckt.

## Zusammensetzung
Das Depot besteht aus vier bronzenen Spangenbarren. Nach Václav Moucha wurde es vermutlich mit den Schmuckgegenständen vermischt und einer Bestattung der älteren Bronzezeit beigegeben.